# 氨三乙腈
氨三乙腈（NTAN）是一种有机化合物，化学式为C6H6N4，它是氨三乙酸、三(氨乙基)胺和胺乙基哌嗪的前驱体。

## 合成
氨三乙腈可由甲醛、氨和氰化氢在酸性水溶液中通过氨的氰甲基化反应得到。
氨气进入反应体系，以六亚甲基四胺或硫酸铵的形式和甲醛水溶液（通常为37wt%）在pH<2的调节下与氰化氢在100 °C反应得到。在生产过程中，尤其是连续反应的情况下，低于90 °C时，氨三乙腈会沉淀出来，堵塞反应器管路，导致热失控。 

## 应用
在碱性催化剂（如甲醇钠）存在下，氨三乙腈可与亚氨基二乙腈在熔体中均聚或共聚，形成深色的固体聚合物，它在1000°C以上可碳化形成含氮导电聚合物。
氨三乙腈在氢化时，其中一个氰基会转化为亚氨基，相比于亚氨基的进一步氢化，它倾向于进攻另一个相邻的氰基以形成稳定的六元环。催化氢化的最终产物是胺乙基哌嗪。
在雷尼镍等催化剂存在下、氨过量时进行氢化，氨三乙腈会转化为三(氨乙基)胺。
得到的这种化合物（简写tren）可用作四齿配体和过渡金属离子形成稳定的螯合物。
氨三乙腈和甲醛在pH 9.5下反应，得到2,2-二羟甲基氨三乙腈，它在氢氧化钠溶液中于100 °C水解，得到2,2-二羟甲基氨三乙酸三钠，酸化后得到2,2-二羟甲基氨三乙酸。
该化合物可作为重金属离子或碱土金属离子的络合剂，如作为漂白剂（过硼酸钠等）的稳定剂和作为洗涤助洗剂，用于抑制纺织品在洗涤过程中产生水垢。
氨三乙腈在硫酸中水解，可以定量产生氨三乙酰胺，它可用作金属配位的中性四齿配体。升高温度，通过闭环反应可以得到3,5-二氧代哌嗪-1-乙酰胺，中和后在过量氨水中加热，也可以定量转化为氨三乙酰胺。
氨三乙腈在酸性或碱性条件下水解，可以得到氨三乙酸及其钠盐。反应中可能产生的CN−可以通过氧化后处理（如在pH 8下使用次氯酸钠氧化）去除。
它和盐酸羟胺、氢氧化钠在乙醇水溶液中反应，可以得到四齿配体氮三乙酰胺肟，它可以螯合Cu2+。